# 王翔 (北京)
王翔（1963年—），编剧、策展人、出版人、音乐制作人、戏剧制作人。现任北京普罗之声文化传播有限公司、上坐国际家居（北京）有限公司董事长。

## 个 人 履 历
- 1998年，王翔创建“普罗艺术/PoloArts”文化品牌。[1]

- 作为音乐制作人，2000-2007年，王翔带领普罗艺术连续八年代表中国音乐界参加戛纳国际音乐博览会（MIDEM），音乐产品及版权销售至北美、欧盟、东南亚等国家和地区。与环球（Universal）、华纳（Warner）、索尼（Sony）、百代（EMI）等国际音乐公司合作，引进发行CD、DVD逾千种，发行覆盖中国大陆及港澳台地区。2005年，与英国Haymarket集团合作，在大中华地区出版发行具有80年历史的古典音乐权威杂志《Gramophone留声机》中文版。2007年，与中国非物质文化遗产保护中心合作录制中国非物质文化遗产系列昆曲、古琴、长调、木卡姆等音乐项目（2007年）。制作发行单曲《吉祥三宝》（2005年），制作出品《李玉刚——镜花水月演歌会》（2010年），任艺术总监。[2] [3] [4]

- 作为编剧、出版人、戏剧制作人，开发经营具有600年历史的皇家粮仓[5] ，出品制作厅堂版昆曲《牡丹亭》[6] [7] （2007年，戏曲指导：汪世瑜 / 导演：林兆华 / 文学顾问：余秋雨）。与北京市文化局联合开发具有350年历史的正乙祠古戏楼，与北京京剧院梅兰芳京剧团合作，制作出品古戏楼版京剧《梅兰芳华》，任该剧总监制[8] （2010年，导演：李六乙 / 艺术顾问：梅葆玖）。任话剧莎士比亚《哈姆雷特》（2008年，导演：林兆华 / 主演：濮存昕 高圆圆）、话剧契科夫《樱桃园》（2009年，导演：林兆华 / 主演：蒋雯丽）制作总监。制作出品话剧《老舍五则》，任编剧、总监制（2010年，导演：林兆华 / 主演：刘佩琦、雷恪生），成为第一部首都博物馆“收藏版话剧”。制作出品昆曲《怜香伴》，任剧本改编、总监制（2010年，导演：关锦鹏 / 艺术总监：汪世瑜），首次将中国第一部同性恋题材戏曲搬上舞台。与著名导演陈士争联手制作新京剧《霸王别姬》[9] （2012年）。主持策划“中国昆曲名家年度雅集”系列演出活动（2012年），邀请十一位国宝级昆曲大师同聚京城未名湖畔的北京大学百年讲堂，为观众带来中国最高表演水准的昆曲盛宴。[10]

- 作为策展人，策划组织“龙行天下设计作品全球征集”活动[11] [12] （2011年7月），与首都博物馆、美国职业设计师协会（AIGA中国）、北京国际设计周联手推出大型设计赛事，获奖作品展于2012年2月在首都博物馆开幕。主持策划完成《大千世界 / 首都博物馆张大千画展》大型开幕活动（2011年10月）。在798艺术社区创办“莲生妙相（北京）唐卡艺术中心”，日本设计师黑川雅之完成空间设计、委内瑞拉建筑设计师安东完成户外“转塔”设计，由王翔策展，普罗艺术与青海省文化厅联合主办的『中国唐卡美术大师作品联展』在该中心开幕（2013年8月），后又策划『朝圣-尼泊尔唐卡展』[13] [14] （2013年11月）。与曾辉联合策划『手作之美』（2013年9月），成为北京国际设计周的重要单元，此展于同年11月受邀参加上海艺术设计展。[15] 2014年1月8日，由尼泊尔阿罗格亚基金会、尼泊尔圣救度母学校与莲生妙相（北京）唐卡艺术中心等联合主办的尼泊尔著名佛教唱诵艺术家琼英卓玛『新年祈福雅集』在京举行，尼泊尔驻华大使H. E. Mahesh Kumar Maskey及夫人出席并致辞。

- 2013年至2014年间，王翔连续八次到访日本，先后深入考察东京、京都、四国高松、岐阜高山、北海道旭川等地。 2014年1月，王翔创建“上坐”品牌与“上坐国际家居（北京）有限公司”，全面筹备“上坐家居”项目，拟将日本生活美学、当代家居设计、家具制造等，以展览、出版、特别是产品贸易的形式，介绍给中国设计、媒体、演艺等文化领域的人士，促进中日民间文化交流，推动东亚贸易发展。

## 个人荣获奖项
- 2007年，荣获文化部“中国音像制品走出去优秀个人奖”。
- 2007年，入选《时尚先生》杂志之年度时尚先生候选人。
- 2010年度被《中国文化报》评选为文化产业10大年度人物。